# Ármin Vámbéry

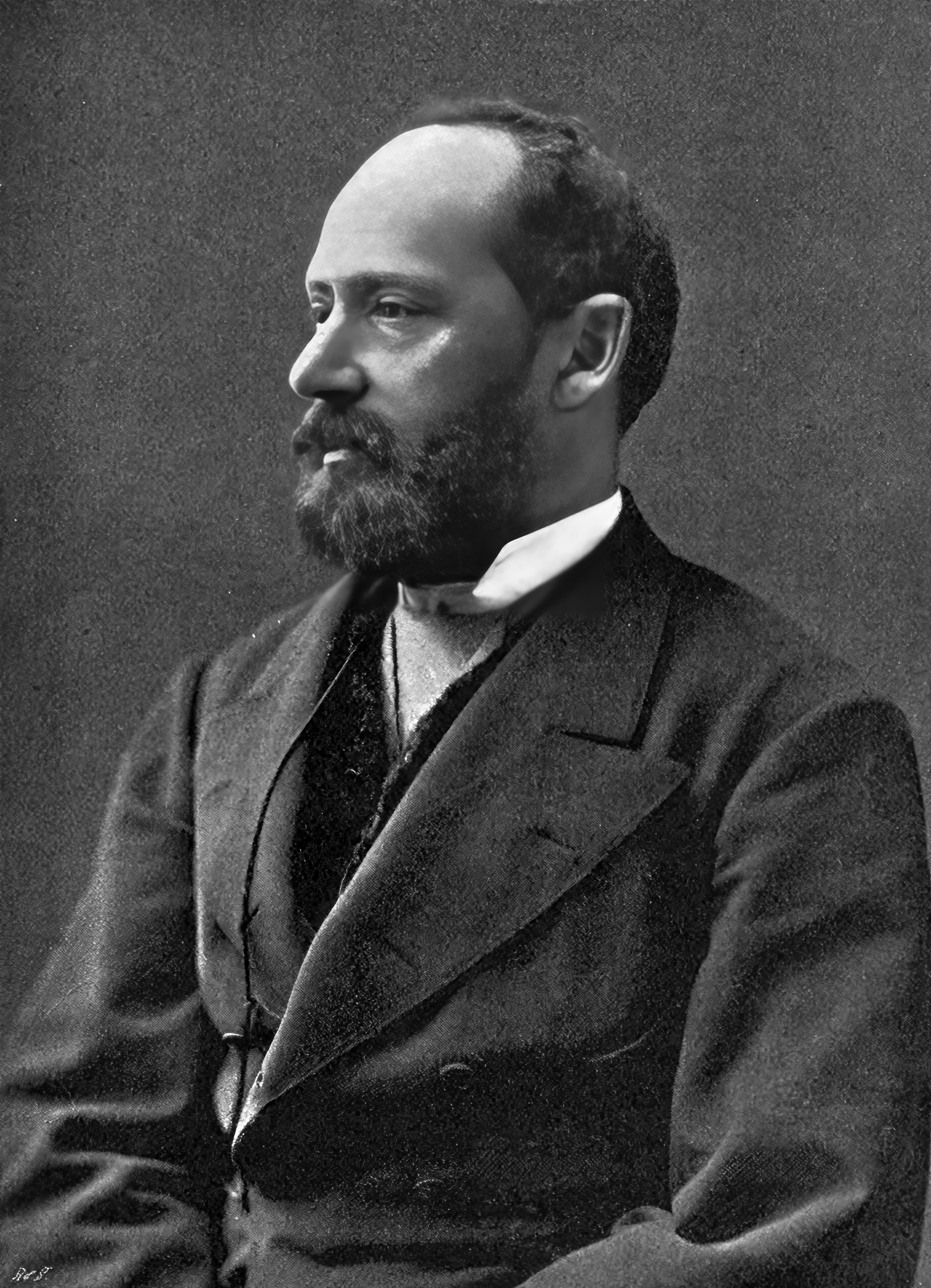
Ármin Vámbéry

Ármin Vámbéry, właściwie Hermann Wamberger (ur. 19 marca 1832 w Szentgyörgy, zm. 15 września 1913 w Budapeszcie) – węgierski orientalista, nauczyciel akademicki, członek rzeczywisty Węgierskiej Akademii Nauk.

## Życiorys
Przyszedł na świat w ubogiej rodzinie żydowskiej w Szentgyörgy w komitacie preszburskim. Nie ma pewności co do roku jego narodzin, 1831 czy 1832, on sam w późniejszych latach obstawał przy roku 1832. W wieku trzech lat doznał paraliżu lewej nogi, tak też do końca swojego życia przemierzał Wschód. Wkrótce po jego narodzinach jego ojciec zmarł na cholerę, dwudziestodwuletnia matka wychowywała go w biedzie i wnet powtórnie wyszła za mąż, rodzina przeprowadziła się do Dunaszerdahely. Liczne życiorysy mylnie wskazują Dunaszerdahely jako miejsce jego urodzenia. Do 12 roku życia uczęszczał do miejscowej szkoły ludowej. Potem przez krótki czas był terminatorem u krawca, później został nauczycielem domowym dziecka wiejskiego karczmarza. Rozpoznawszy u Vámbéryego nadzwyczajny talent, jego zamożniejsi znajomi postanowili mu dopomóc, aby mógł się dalej uczyć.
W 1845 zapisał się do gimnazjum pijarskiego w Szentgyörgy. W 1847 kontynuował nauki w liceum ewangelickim w Sopronie. W wieku szesnastu lat mówił już płynnie po łacinie, francusku i niemiecku, w tym czasie uczył się też angielskiego, kilku języków skandynawskich, rosyjskiego, serbskiego i innych języków słowiańskich. Dalsze nauki odbył w Preszburgu, jak również w Gimnazjum Pijarów w Peszcie. W tym czasie pieniądze potrzebne na utrzymanie i późniejsze kształcenie zarabiał jako guwerner. Wtedy też zaznajomił się z literaturą turecką, w wyniku czego kultura turecka wzbudziła w nim silne zainteresowanie, a później nauczył się też tego języka.
W owym czasie poznał się z Jánosem Garayem, który był kopistą (amanuensis) biblioteki uniwersyteckiej. Za jego pośrednictwem poznał się między innymi z Jánosem Garaym i Mihályem Vörösmartyem w kawiarni Pilvax. Później wielokrotnie spotykał się w Nagykőrös z Jánosem Aranyem, który odnosił się do niego życzliwie, interesował się jego studiami, podziwiał jego zdolności językowe. Kontynuując później tę znajomość, kiedy János Arany był już sekretarzem Węgierskiej Akademii Nauk, Vámbéry natomiast profesorem uniwersytetu, spotykali się często w Budapeszcie w czasie spacerów nad brzegiem Dunaju.
W 1857 r., przy wsparciu barona Józsefa Eötvösa, wyjechał do Konstantynopola. W czasie czteroletniego pobytu najpierw był nauczycielem języka w domu paszy Husseina Daima. W tym czasie poznał specyfikę życia na Wschodzie i panujące tam zwyczaje. Po jakimś czasie, dzięki pomocy swojego instruktora i przyjaciela, Mullaha Ahmeda Effendiego, udało mu się tak dalece upodobnić do Turka, że w pewnym momencie słynny turecki mąż stanu Fuad Pasza uczynił go swoim sekretarzem. Przez cały ten czas na podstawie tureckich źródeł publikował w czasopismach naukowych liczne studia na temat historycznych związków Węgrów i Turków, a przy tym przyswoił też koło dwudziestu różnych wschodnich narzeczy. W 1858 ukazało się w Konstantynopolu jego pierwsze dzieło, słownik niemiecko-turecki i turecko-niemiecki.
W 1860 został członkiem korespondencyjnym Węgierskiej Akademii Nauk. W tym samym roku podarował Węgierskiej Akademii Nauk w prezencie tureckie tłumaczenie średniowiecznej węgierskiej kroniki zatytułowanej Tarih-i Üngürüsz, która jednak pod naciskiem Józsefa Budenza poszła w zapomnienie.
Węgierska tradycja historyczna przechowana przez średniowieczną literaturę kronikarską (na przykład Gesta Hungarorum i Gesta Hunnorum et Hungarorum) postrzegała ludy tureckie jako najbliższych krewnych Węgrów. W ślad za tą tradycją, podobnie jak Csoma Sándor Kőrösi i inni, spodziewał się odkryć pochodzenie Węgrów.

Naturalnie wynikała więc z tego moja nadzieja, że w Azji Środkowej, przy pomocy językoznawstwa porównawczego, będę mógł odnaleźć rzucający światło promień, który rozproszy mrok z ciemnych rejonów węgierskich pradziejów.

Z pomocą finansową Węgierskiej Akademii Nauk jesienią 1861 wyruszył w drogę do Azji, ażeby poszukiwać śladów Węgrów. Pod imieniem Rasida Effendiego wyruszył z Konstantynopola w stroju sunnickiego derwisza. Dotarł do Teheranu, gdzie przyłączył się do wracającej z Mekki grupy pielgrzymów. Z nimi przejechał pustynie Azji Środkowej, Erzurum, będące miejscami ich postojów Tebriz, Zandżan, Kazwin, później przez Isfahan, Sziraz. W 1863 dotarł do uzbeckiego Chorasanu, gdzie jeszcze u chana na przyjęciu odegrał z sukcesem rolę Rasida Effendiego. Kiedy poprzez Bucharę dotarł do Samarkandy, wzbudził podejrzenie miejscowego emira, ale w czasie ponad półgodzinnego wypytywania udało mu się go jednak przekonać o swojej prawowierności i w końcu obładowawszy go prezentami, wyprawiono go w drogę. Po tym pożegnał w Heracie towarzyszy podróży i skierował się do Konstantynopola.
Podróż Vámbéryego była pierwszą udaną, doprowadzoną do końca przez Europejczyka nowożytną wyprawą odkrywczą na tym obszarze. Po długiej i niebezpiecznej podróży w maju 1864 r. powrócił do Pesztu. Udał się stąd do Londynu, aby zorganizować ukazanie się anglojęzycznej książki o odbytej wyprawie. „Podróż po Azji Środkowej” i jej odpowiednik w języku angielskim, „Travels in Central Asia”, ukazały się w roku 1865. Dzięki swoim podróżom Vámbéry zyskał sławę i stał się uznanym na świecie pisarzem. Zapoznał się ze znakomitościami brytyjskiego życia społecznego.
Ambasador Austrii w Londynie dał mu list polecający do cesarza, który przyjął Vámbéryego na audiencji i jego międzynarodowe sukcesy nagrodził nominacją na profesora języków na Peszteńskim Uniwersytecie Królewskim. Objęcie stanowiska nie było jednak łatwe, ponieważ władze uniwersytetu nie chciały zatrudnić Vámbéryego jako profesora. Dlatego na początku pracował w instytucie jedynie jako wykładowca. Sam Vámbéry mniemał, że głównymi powodami sprzeciwu ze strony zwierzchników uczelni były jego żydowskie pochodzenie i przejście do Kościoła Ewangelicko-Reformowanego, jako że uniwersytet był depozytariuszem jezuickiej przeszłości i katolickiej tradycji (do nieprzychylnego przyjęcia najwidoczniej przyczynił się jednak również ten fakt, iż Vámbéry nie dysponował świadectwem dojrzałości, studiów uniwersyteckich zaś nigdy nie ukończył). On sam ani nie chlubił się swoimi żydowskimi przodkami, ani się ich nie wstydził, a samego siebie uważał nie za Żyda, ale za Węgra.
W latach 1865–1904 był nauczycielem języków wschodnich na budapeszteńskim uniwersytecie, później został profesorem. To on założył tu, na Peszteńskim Uniwersytecie Królewskim, pierwszą na świecie katedrę turkologii. Vámbéry był orędownikiem teorii o bliskim turkijsko-węgierskim związku etnojęzykowym, jego prace na ten temat często rozpętywały na Węgrzech ordynarną w swoim tonie dyskusję naukową i publiczną, która zasłynęła jako wojna ugryjsko-turecka. Vámbéry argumentował przy tym, że liczne podobieństwa pomiędzy językami turkijskimi a węgierskim wskazują na wspólne północnoazjatyckie pochodzenie tych języków i ludów. Głosiciele tezy o ugrofińskim rodowodzie węgierskiego ludu i języka, József Budenz i jego zwolennicy, głośno atakowali Vámbéryego i jego teorię, stawiając pod znakiem zapytania jego naukową wiarygodność i uczciwość.

Walka, którą moi fanatyczni przeciwnicy przenieśli niestety na pole personalnych docinków, trwała bardzo długo, ale przy tej okazji sprawdziło się stare uczniowskie przyszłowie: Philologi certant, tamen sub judice lis.

Stanowisko reprezentowane przez Vámbéryego i jego stronników (między innymi historyka Henrika Marczaliego, językoznawcę Károlya Pozdera, językoznawcę Józsefa Thúryego, antropologa Auréla Töröka i innych) było dobrze opracowane i nowatorskie oraz ukazało nieprzydatność opisu związków etnicznych i językowych tradycyjnego modelu drzewa genealogicznego, ponieważ ludy i języki zachowują się w sposób nader odmienny od gatunków biologicznych. Vámbéry i pozostali krytycy teorii ugrofińskiego rodowodu wskazywali na sprzeczności pomiędzy teorią ugrofińską a danymi (źródłami pisanymi, zabytkami językowymi, znaleziskami archeologicznymi itd.), jakie były do dyspozycji. Vámbéry i jego otoczenie zwracali uwagę, że języki ugrofińskie i ałtajskie pod wieloma względami wykazują silne podobieństwo. Na dodatek w języku węgierskim znajduje się duża liczba (co najmniej 300-400) słów o rdzennie tureckiej proweniencji i jeszcze o wiele więcej z pewną albo możliwą do przyjęcia turecką etymologią.
Vámbéry i jego zwolennicy („turkiści”) wskazywali, że ugrofinistyczna odpowiedź, zapożyczenia z języków turkijskich/tureckich, jest nazbyt upraszczającym wyjaśnieniem faktycznej sytuacji i etniczne oraz językowe mieszanie się, stapianie się ugrofińskojęzycznych i tureckojęzycznych elementów ludnościowych jest o wiele bardziej realnym scenariuszem, możliwym dzięki podobieństwu lingwistyczno-strukturalnemu języków uralo-ałtajskich.

…język węgierski w swoim początku jest ugryjski, ale ze względu na późniejsze styczności narodu i historycznie przekształcenia ma on w równym stopniu charakter ugryjski i turecki…"

O wojnie ugryjsko-tureckiej można powiedzieć, że była to zdecydowanie bardziej – niepozbawiona wydźwięku politycznego – naukowa walka o prestiż niż faktyczna uczona wymiana idei. Bezowocnej dyskusji nigdy odpowiednio nie zamknięto, po prostu zamarła, ponieważ Vámbéry i jego zwolennicy po długich zmaganiach zaprzestali niemającego perspektyw sporu. Vámbéry z biegiem lat wielokrotnie modyfikował swoją teorię, ale przy językowym i etnicznym przenikaniu się wytrwał do samego końca. Ugrofińscy komparatyści stanowczo odrzucali nie tylko fakt mieszania się czy stapiania się języków, ale nawet zasadniczą jego możliwość i obstawali przy binarnym modelu drzewa genealogicznego. Z upływem czasu rozwój nauki pokazał jednak, że Vámbéry pod wieloma względami był o wiele bliższy prawdzie niż ugrofiniści, a uralskie/ugrofińskie językoznawstwo historyczne również przeszło bardzo poważne przeobrażenia.
Ugrofiniści z Akademii i z Uniwersytetu (Pál Hunfalvy, József Budenz, Ferdinánd Barna itd.) nie podchodzili z entuzjazmem do teorii Vámbéryego. Gwałtowność dosięgających go i jego teorii ataków jest jednak zaskakująca w świetle tego, że Vámbéry nigdy nie przeczył istnieniu związków między ludami madziarskimi a fińskimi, za możliwie równie blisko ze sobą spokrewnione uważał ludy i języki (od fińskich przez węgierskie po tureckie) nazywane przez niego wcześniej turańskimi, później w ślad za zmianą międzynarodowej terminologii specjalistycznej, uralo-ałtajskimi. Ataki prowadzone w ojczyźnie przeciwko Vámbéryemu sprawiły mu zawód. Jego działalność znalazła jednak szerokie uznanie międzynarodowe. Jego dzieła ukazały się w języku angielskim, niemieckim i francuskim, liczne towarzystwa naukowe, między innymi także Royal Geographical Society, wybrały go na honorowego członka. Obracał się też w najwyższych kręgach, z wielką życzliwością przyjął go również brytyjski dwór królewski.
Działalność Vámbéryego znacznie przyczyniła się do rozkwitu odmiany orientalizmu służącego specyficznie węgierskim interesom, turanizmu badającego Azję, jej ludy, historię i cywilizację w powiązaniu z węgierską historią i kulturą.
Rzadko wspominaną stroną życia Vámbéryego była praca agenta wykonywana na rzecz ministerstwa spraw zagranicznych Imperium Brytyjskiego. O swoich spotkaniach z sułtanem Abdülhamidem i innymi wysokiej rangi przywódcami tureckimi, czy też o swoich spostrzeżeniach mówiących o osmańskiej elicie politycznej i innych dotyczących osmańskiej polityki w szczegółowych meldunkach informował brytyjskie ministerstwo, które sowicie wynagradzało swoje służby. W swoich ostatnich latach życia Vámbéry osiągnął również to, że otrzymywał od tej instytucji regularną emeryturę.
W 1872, wraz z Antalem Bereczem, Jánosem Hunfalvym i Jánosem Xántusem, brał udział w ustanowieniu Węgierskiego Towarzystwa Geograficznego. W 1872 Kornélia Rechnitz-Arányi urodziła ich syna, Rusztema Vámbéryego. W 1860 wybrano go członkiem korespondencyjnym Węgierskiej Akademii Nauk, w 1876 członkiem rzeczywistym, 1893 członkiem honorowym, w 1894 członkiem zarządu. Między 1899 a 1890 rokiem był przewodniczącym Węgierskiego Towarzystwa Geograficznego.

## Główne dzieła
- Deutsch-türkisches – Türkisch-deutsches Wörterbuch (Konstantinápoly, 1858)
- VÁMBÉRY Ármin: Közép-ázsiai utazás. 1865.
- VÁMBÉRY Ármin: Vándorlásaim és élményeim Perzsiában. 1867.
- A keleti török nyelvekről (Pest, 1869)
- VÁMBÉRY Ármin: Magyar és török-tatár szóegyezések. In: Nyelvtudományi közlemények VIII. 109–189. o. 1869.
- Indiai tündérmesék (Pest, 1870)
- Oroszország hatalmi állása Ázsiában (Pest, 1871)
- Bokhara története – Geschichte Bocharas – The History of Bokhara (Stuttgart 1972, London, 1873)
- Az iszlám a XIX. században (Lipcse, 1875)
- Keleti életképek (Bp., 1876)
- A hunok és avarok nemzetisége (Bp., 1881)
- A magyarok eredete (Bp., 1882)
- VÁMBÉRY Ármin: A török faj ethnologiai és ethnographiai tekintetben. 1885.
- VÁMBÉRY Ármin: A magyarság keletkezése és gyarapodása. 1895.
- Ó-török nyelvtanulmányok – Alt-Osmanische Sprachstudien (Leiden, 1901)
- VÁMBÉRY Ármin: Küzdelmeim. 1905.
- Nyugat kultúrája Keleten (Bp., 1906)
- VÁMBÉRY Ármin: A magyarság bölcsőjénél. 1914.
- Oroszok (Bp., 1915)
- Hogyan határoztam el, hogy Európába utazom... (Bp., 1915)